# 詹昪
詹昪，字啓敬，江西广信府贵溪县人，明朝政治人物、进士出身。

## 生平
父詹禄。正德八年癸酉科舉人，九年（1514年）联捷甲戌科三甲四十三名进士。初授行人司行人，十四年（1524年）五月實授南京四川道监察御史，曾上疏勸請武宗回京，不久去世，弋阳人汪佃为他撰写墓表。